# Placidochromis subocularis
Placidochromis subocularis là một loài cá thuộc họ Cichlidae.
Nó được tìm thấy ở Malawi, Mozambique, và Tanzania. Môi trường sống tự nhiên của chúng là hồ nước ngọt. It is not considered a threatened species by the IUCN.